# Ходарёнок, Михаил Михайлович
Михаи́л Миха́йлович Ходарёнок (род. 20 февраля 1954, Таллин, Эстонская ССР, СССР) — российский журналист, военный обозреватель «Газеты.ru» и радиостанции «Вести ФМ», полковник запаса.

## Биография
Родился 20 февраля 1954 года в Таллине, Эстонская ССР. В 1971 году поступил в Минское высшее инженерное зенитное ракетное училище, которое окончил в 1976 году.
Службу продолжил в Войсках ПВО в должности начальника отделения боевого управления радиотехнической батареи ЗРК С-75. С 1977 года по 1980 год служил командиром радиотехнической батареи ЗРК С-75. В 1980 году был назначен командиром зенитного ракетного дивизиона С-75.
В 1986 году окончил Военную командную академию ПВО им. Маршала Советского Союза Г. К. Жукова.
В 1986—1988 годах проходил службу в должности заместителя командира зенитного ракетного полка С-200.
В 1988 году был переведён на службу в Главный штаб Войск ПВО на должность старшего офицера штаба зенитных ракетных войск противовоздушной обороны.
С 1992 года старший офицер-оператор 1-го направления 1-го управления Главного оперативного управления Генерального штаба Вооружённых сил Российской Федерации.
В 1996 году поступил в Военную академию Генерального штаба Вооружённых Сил Российской Федерации, после окончания которой в 1998 году назначен начальником группы 1-го направления 1-го управления Главного оперативного управления Генерального штаба.
22 июля 2000 года уволился в запас в звании полковника.

### Журналистская деятельность
После военной службы начал работать в качестве военного журналиста. Обозреватель «Независимого военного обозрения» с 2000 по 2003 годы.
Работал главным редактором газеты «Военно-промышленный курьер» (2010—2015) и журнала «Воздушно-космическая оборона».
В последние годы военный обозреватель издания «Газета.ru» и радиостанции «Вести ФМ», где вплоть до октября 2023 года выступал гостем передачи «От трёх до пяти» Е. Я. Сатановского, который называл рубрику с участием Ходарёнка «Часом милитариста».
3 февраля 2022 года «Независимая газета» в своём «Независимом военном обозрении» опубликовала статью Михаила Ходарёнка «Прогнозы кровожадных политологов. О восторженных ястребах и торопливых кукушках», в которой он пояснил, почему не соответствуют реальности утверждения отдельных российских политиков, о том что Россия в состоянии за несколько часов нанести Украине сокрушительное поражение, если начнётся военный конфликт.

## Критика
Статья Ходарёнка «Поклонение „кулачной“ тактике», содержащая жёсткую оценку ряда оперативных документов Степного фронта за авторством Ивана Конева, была раскритикована кандидатом исторических наук, профессором военной кафедры Северо-Западного филиала Российского государственного университета правосудия и начальником кафедры истории войн и военного искусства Военной академии Генштаба ВС РФ, генерал-майором Анатолием Дмитриевичем Борщёвым и его заместителем, полковником Иваном Петровичем Макаром. Борщёв и Макар отнесли Ходарёнка к числу тех исследователей, которые «выискивают в основном негатив, делают ставку на недостатки, стремясь в конечном счёте принизить значение отечественного военного искусства как одного из основных факторов Победы в Великой Отечественной войне 1941-1945 гг.».
Кроме того, Борщёв и Макар отметили, что Ходарёнок, выступая с критикой Конева, «не приводит ни одного доказательства того, что "неправильные", по его мнению, приказы и распоряжения командующего фронтом были не поняты командующими и командирами подчинённых объединений и соединений, что якобы приводило к невыполнению поставленных задач и увеличению потерь». А также указали на то, что автор, «противореча самому себе», процитировал командующего 5-й гвардейской танковой армией Павла Ротмистрова, находившегося в подчинении у Конева, который писал, что у его командира есть «умение просто и исчерпывающе объяснить свой замысел и вытекающие из него задачи, упорную настойчивость в осуществлении запланированных мероприятий». Борщёв и Макар посчитали, что «это и есть ответ на сомнения: понимали или не понимали подчинённые Конева те задачи, которые ставились перед ними».
Борщёв и Макар высказали мнение, что Ходарёнок, которого они назвали «экспертом от источниковедения», не стремился говорить о таких достижениях войск Степного фронта, как разгром отборных дивизии немецкой группы армий «Юг» и освобождение значительной территории СССР, включая города Белгород и Харьков, осуществлённые во время Белгородско-Харьковской стратегической наступательной операции «Румянцев», проведённой во взаимодействии с войсками Воронежского фронта, и поставил перед собой главную задачу в том, чтобы «найти побольше негатива, высмеять Ивана Конева, а заодно и других полководцев и военачальников Великой Отечественной войны». В качестве примера они привели его заключительную фразу: «Заметим, что Иван Конев и его начальник штаба Матвей Захаров — одни из лучших отечественных полководцев. Что покажет прочтение и анализ оперативных документов худших генералов?».
В целом Борщёв и Макар сделали вывод, что Ходарёнок «берёт на себя смелость на основе анализа всего пяти (!) документов Степного фронта в рамках одной наступательной операции делать далеко идущие выводы о причинах тяжкого урона советских войск, понесённого за всю летне-осеннюю кампанию 1943 г.» и отметили, что «тенденциозная подборка автором ряда документов (с точки зрения негатива) не даёт целостного представления о работе командующего и его стиле управления войсками в ходе всей операции», указав, что «если командующий в некоторых распоряжениях не указывал разграничительные линии и другие элементы задач, то это можно объяснить отсутствием на то необходимости, учётом реально складывающейся обстановки, а не обязательно безграмотностью командующего и его начальника штаба, к чему явно клонит Михаил Ходарёнок».

## Награды
- Медаль ордена «За заслуги перед Отечеством» II степени (21.08.2020) — за заслуги в развитии отечественной журналистики, высокий профессионализм и многолетнюю плодотворную работу[7].